# Werben (Szász-Anhalt)
Werben település Németországban, azon belül Szász-Anhalt tartományban. Lakosainak száma 933 fő (2023. december 31.).

## Népesség
A település népességének változása:
| Lakosok száma | 1100 | 1088 | 1051 | 986  | 957  | 933  |
|               | 2016 | 2017 | 2019 | 2021 | 2022 | 2023 |